# Fina Casalderrey
Xosefa Casalderrey Fraga, más conocida como Fina Casalderrey (Xeve, Pontevedra, 11 de agosto de 1951) es una escritora, profesora de educación secundaria, etnógrafa  vocacional, gastrónoma, conferenciante y periodista española. Ha sido premiada varias veces por sus obras literarias, gastronómicas y periodísticas, y traducidas a todas las lenguas de España.

## Trayectoria
Se diplomó en Lengua y Literatura y ejerció como maestra desde los diecinueve años. Fue en la enseñanza donde comenzó a crear y dirigir piezas teatrales representadas por su alumnado y  algunas de las cuales se publicaron el Edicións Xerais. Es reconocida su labor en el ámbito del fomento de la lectura y la renovación pedagógica de la enseñanza.
Una de sus inquietudes es la investigación etnográfica, campo que desarrolló en el medio educativo y con el que ganó algunos concursos y varios premios con su alumnado.
Fruto de su interés por la gastronomía son las publicaciones, junto a Mariano García, de O libro da empanada (1993), Festas gastronómicas de Galicia (1994) y Repostería en Galicia (1997).
Es colaboradora habitual en la prensa, revistas, congresos, jurados, pregones, charlas-coloquios, mesas redondas, etc sobre literatura y gastronomía entre otros temas.
En 1991 se dio a conocer en el mundo de las publicaciones con la novela juvenil Mutacións xenéticas.
Se jubiló en 2010 como profesora de secundaria, pero continua con su actividad literaria. Se interesó por el cine y realizó varios guiones de cortometrajes: Garuda (2010), Dos letras (2011) y Querido Tomás (2013) basado en la novela de Xosé Neira Vilas. Escribió y dirigió el corto La última moneda (2016) de temática infantil.
En 2023 fue nominada al Premio Hans Christian Andersen y en 2024 fue nominada al Premio Astrid Lindgren por cuarta vez (2010, 2011, 2023, 2024).
Autora incluida en las listas White Ravens y Outstanding Books.
Escribe en gallego y su obra está traducida a más de doce idiomas, incluido el braille, además del aragonés, asturiano, castellano, catalán, euskera y portugués entre otros.

## Premios y reconocimientos
- 1991: Premio Merlín por Dúas bágoas por Máquina.
- 1992: Accésit de poesía Feliciano Rolán.
- 1993: Premio de narración breve Casa de Galicia de León por A rosquilleira.

- 1994: Premio O Barco de Vapor por la novela O misterio dos fillos de Lúa.
- 1995: Premio Edebé de Literatura Infantil por O estanque dos parrulos pobres.
- 1996: Premio Nacional de Literatura Infantil y Juvenil por la novela O misterio dos fillos de Lúa.
- 1996: Premio Ciudad de Pontevedra por su trayectoria literaria.
- 1999: 3º Premio Álvaro Cunqueiro de Periodismo Gastronómico por Repostería en Galicia.
- 2001: Premio “Puro Cora” de periodismo.
- 2001: Premio de LIJ “Lecturas” (niños de 8 a 14 años) por O misterio do cemiterio vello.
- 2003: Medalla Castelao de la Junta de Galicia.[4]
- 2003: Premio “Benito Soto” por Filla das ondas.
- 2004: Premio “Fernández del Riego 2003” de periodismo.
- 2004: Gallega destacada 2003. Colectivo Diálogos 90.
- 2005: Galardón FERIA DEL LIBRO de Pontevedra (Agrupación de Libreros de Pontevedra).
- 2007: Premio “Irmandade do libro. Autora del año” de la Federación de Libreros de Galicia.
- 2007: Finalista Premios Edición Galicia 2007 por Xela volveuse vampira!!
- 2008: Premio “Ramón Cabanillas”. Agrupación de Libreros de Cambados. Por su trayectoria literaria.
- 2009: Premio Frei Martín Sarmiento por A lagoa das nenas mudas.
- 2009: Finalista para el premio Hache 2010.
- 2011: Pontevedresa del año 2010 en el apartado de cultura. (Diario de Pontevedra y Nova Caixa Galicia).
- 2013: Premio “Xosé María Álvarez Blázquez. Autora del año” por la Asociación Galega de Editores (AGE).
- 2013: Elegida académica de número de la Real Academia Galega, ocupando la vacante dejada por Xaime Illa Couto.[5]
- 2014: Premio Frei Martín Sarmiento de 3º y 4º de la ESO por O neno can.
- 2015: Premio de la Cultura Gallega.[6]
- 2016: Premio “Bos e xenerosos” de la Fundación Eduardo Pondal (Ponteceso).
- 2018: Premio Rosa dos ventos del Instituto Galego-Arxentino Apostol Santiago de Buenos Aires.[7]
- 2020: Finalista Premio Matín Codax de la Música por Lingua guapa. Cantos que contan…
- 2022: Premio “Josefa Fariña”. Promoción a la Igualdad. Apartado de Cultura. CIFP A Xunqueira. (Pontevedra).
- 2024: Premio COGAVE (Confederación Gallega de Vecinos) por su trayectoria y compromiso con el idioma.

Desde 2018 se convoca el Premio Fina Casalderrey de Literatura infantil pola Igualdade con su nombre.

## Obra literaria (selección)
- Mutacións xenéticas, 1991 (novela infantil)
- Dúas bágoas por Máquina, 1992 (narrativa infantil).
- A noite dos coroides, 1993 (novela infantil)
- Chamizo, 1994 (narrativa infantil)
- el misterio del cementerio viejo,(narrativa infantil)
- ¡Asústate, Merche!, 1994 (novela juvenil)
- O misterio dos fillos de lúa, 1995 (narrativa infantil).
- El estanque de los patos pobres, 1995.
- ¡Prohibido casar, papá!, 1996 (novela juvenil)
- Ás de mosca para Anxo, 1998 (narrativa infantil)
- A filla das hondas, 1999 (narrativa infantil)
- Bicos de prata, 1999 (narrativa infantil)
- A máscara de palma, 2001 (narrativa juvenil)
- Cando a Terra esqueceu xirar, 2002 (narrativa infantil)
- ¡Un can no piso! ¿E que?,2003 (narrativa infantil)
- Fillas das ondas,2003 (narrativa infantil)
- Eu son eu,2004
- O meu avó é unha gata, 2005
- Un misterio na mochila de Alba, 2005
- ¿Quen me quere adoptar?, 2005. Seleccionado en "The White Ravens 2006".
- Isha, nacida do corazón, 2006
- Silence!: El lago de las niñas mudas, 2006
- pitiflautas
- mi tesoro...'
- o xenio da cidade do sal
- A lagoa das nenas mudas, 2007
- Historia da bicicleta dun home lagarto, 2014
- Icia quere cambiar o mundo

## Obra gastronómica
Con Mariano García ha publicado también libros de investigación gastronómica: O libro da empanada, Festas gastronómicas de Galicia, Repostería en Galicia.